# Vallée du Bouchet
La vallée du Bouchet, du nom du hameau éponyme, est une vallée de France située en Haute-Savoie, dans les Alpes, sur la commune du Grand-Bornand. 

## Géographie

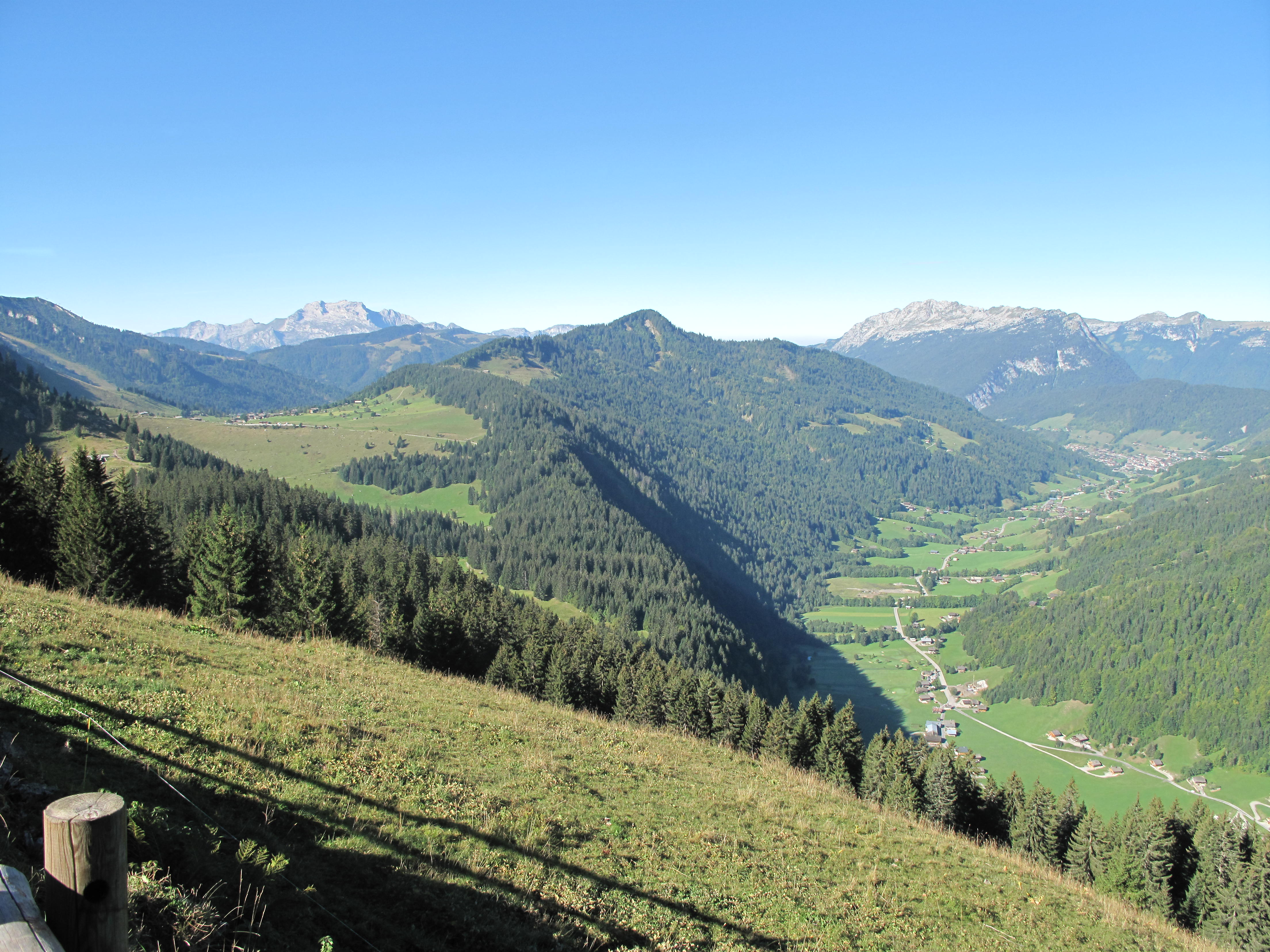
La vallée du Bouchet vue depuis le refuge de la Bombardellaz avec à son extrémité le village du Grand-Bornand, à gauche la tête du Danay et le col des Confins.

Cette vallée glaciaire constitue la haute vallée du Borne qui y prend sa source et se jette dans l'Arve à Bonneville après avoir traversé le massif des Bornes en passant par les villages du Grand-Bornand et du Petit-Bornand à qui il a donné son nom. De forme arquée, elle s'étire sur près de dix kilomètres de longueur entre la source du Borne au col de l'Oulettaz et sa confluence avec le Chinaillon au village du Grand-Bornand. Elle se situe entre la chaîne des Aravis au sud-est et au sud et le massif des Bornes au nord-ouest et au nord, avec notamment le mont Lachat de Châtillon au nord-ouest, la chaîne principale des Aravis à l'est et la tête du Danay au sud.
La vallée est parcourue par la route départementale D4E qui dessert des habitations et des hameaux, un golf, un camping et des parkings au départ de randonnées. Les cols des Confins au sud-est ainsi que des Annes et de l'Oulettaz au nord dominent la vallée. 

## Activités
C'est dans cette vallée qu'est traditionnellement situé le lieu d'apparition du reblochon[réf. souhaitée].
Un domaine de ski nordique de 74,5 kilomètres de pistes comportant un stade de biathlon est situé au lieu-dit des Plans. Cependant la vallée est préservée des aménagements liés aux sports d'hiver, l'essentiel du domaine skiable du Grand-Bornand se situant sur le mont Lachat de Châtillon ; un projet de liaison avec la station de La Clusaz via les Confins est en discussion depuis des années entre les deux communes[réf. souhaitée].
Un golf de 9 trous est présent au hameau des Plans.

## Lieux et monuments

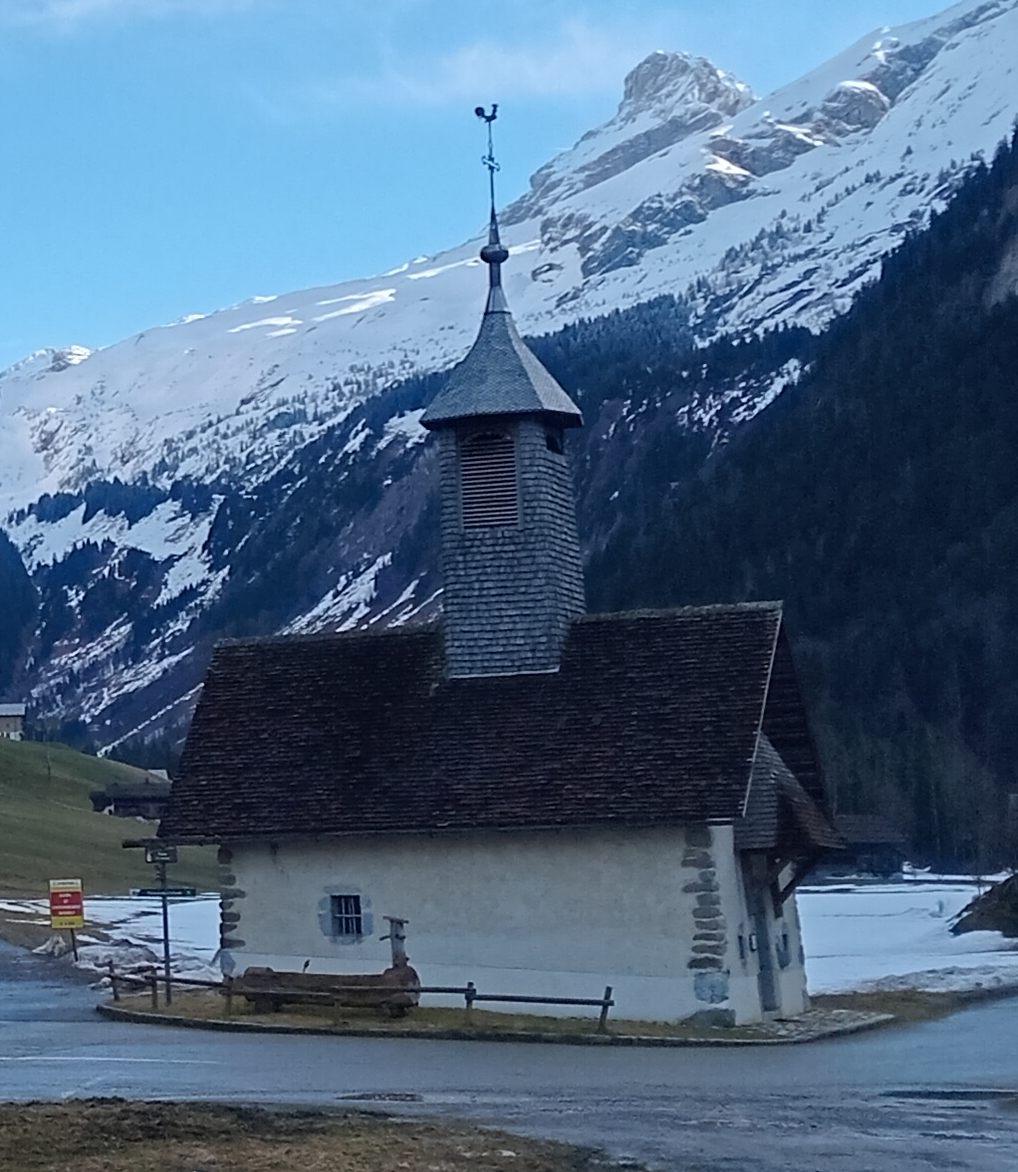
La chapelle des Plans.

La vallée comporte deux chapelles et plusieurs oratoires.
La chapelle du Bouchet est fondée en 1704 à la suite d'une inondation ; il s'y trouve un retable du XVIIIe siècle.